# Ayşe Hatun (esposa de Bayezid II)
Ayşe Hatun (en turco otomano: عائشة خاتون, "viva", 1453 - 1505) fue la cuarta esposa del sultán Bayezid II del Imperio Otomano.

## Vida
Ayşe Hatun nació alrededor de 1453. Era hija de Alleüddevle Bozkurt Bey, el undécimo bey de Doulkadir, una región entre Elbistan y Kahramanmaraş. Ayşe Hatun se casó con Beyazid II en 1469 en Amasya y murió en 1504 muchos años antes de que Selim I se convirtiera en sultán.
Según una leyenda, Ayşe Hatun fue la verdadera madre de Selim I. Algunos apoyaron este mito, pero después de una investigación moderna se descubrió que la verdadera madre de Selim I era Gülbahar Hatun. Selim, después de la muerte de Ayşe Hatun, construyó en Trebisonda, donde murió Ayşe, la Mezquita Hatunye en su honor.